# Norio Suzuki (componist)
Norio Suzuki (Japans: 鈴木憲夫, Suzuki Norio) (Tagajo, 3 mei 1953) is een Japans componist en muziekpedagoog.

## Levensloop
Suzuki kreeg al gedurende zijn High School tijd muzieklessen voor solfège bij Kunio Imai en piano bij Sono Haya. Aanvankelijk studeerde hij rechten aan de Tohoku Gakuin Universiteit, maar op advies van de componist Ikuma Dan focusseerde hij zich vanaf 1975 op de muziekstudie aan de Tokyo National University of Fine Arts and Music (Japans: 東京藝術大学 Tōkyō Gei-jutsu Daigaku) in Tokio, nu: Tokyo University of the Arts. Hij studeerde compositie en orkestratie bij Akira Ifukube en orkestdirectie bij Kazuo Yamada. 
In 1980 werd hij lid van de "Japan Society of Composers". 
Als componist schreef hij werken voor verschillende genres. Zijn vocale muziek is in Japan en daarbuiten heel bekend. 

## Composities

### Werken voor orkest
- 1972-1975 Symphonic Fragments, voor orkest
- 1977 Sinfonietta '77, voor orkest
- 1994 rev.2004 Sinfonia, voor orkest

### Werken voor harmonieorkest
- 1978 Symphonic variations, voor harmonieorkest
- 1991 Fanfare and March Winter National Sports Festival for Niigata, mars

### Cantates
- 1998 The Saitama Sachiari, cantate voor gemengd koor en orkest - tekst: Shouji Miyazawa
  1. Chapter Water Chapter of the Wind
  2. We'll sing kid dances
  3. Glad glad live birth
  4. Chiari is Saitama

### Vocale muziek

#### Werken voor koor
- 1974 "Fall" and "mind", voor gemengd koor
- 1974 Morning last farewell, voor gemengd koor - tekst: Kenji Miyazawa
- 1982 Praise Jizo, voor gemengd koor - tekst: van de componist
- 1984 Song of the clear and cold, voor vrouwenkoor
- 1984 Sleepy time, and until the calendar year is a ne, voor vrouwenkoor
- 1985 Like the sun, voor vrouwenkoor - tekst: Mitiko Hotta, Shiyouzi Miyazawa
- 1986 Ode Heaven Prayer, voor gemengd koor
- 1989 Some of the Encounters, voor vrouwenkoor
- 1990 Winter Sea Firefly Dragonfly, voor vrouwenkoor - tekst: Tomiko Tanzi
- 1995 Pierrot clown named, voor vrouwenkoor
- 1996 Nimomakezu Rain, voor gemengd koor - tekst: Kenzi Miyazawa
- 1997 Fruits of Peace, voor kinderkoor
- 1998 Shichi picture, voor kinderkoor
- 1998 Commitment  to the Future, suite voor gemengd koor - tekst: Akira Kataoka
  1. History
  2. Humans
  3. Self
  4. Determination
- 1999 Huddled Earth, suite voor vrouwenkoor - tekst: Akira Kataoka
  1. Gurinmemorizu
  2. Reeds of a flapping
  3. Space Eyes
  4. Sensuobuwanda huddled Earth
- 1999 Misuzu Kono Miti, koraalfantasie voor vrouwenkoor
- 2002 Because life will never, voor vrouwenkoor
- 2003 March tomorrow, voor gemengd koor - tekst: Akira Kataoka
- "D" perpetual, voor gemengd koor
- Folktales, voor vrouwenkoor
- Lyrische stukken, voor vrouwenkoor
- Misuzu Sky, voor vrouwenkoor
- Paradise, voor gemengd koor
- Sagu is in love, voor vrouwenkoor
- Smile, voor vrouwenkoor
- Words of Love Mother Teresa, voor vrouwenkoor

#### Liederen
- 1983 You spit Botan, voor tenor en piano - tekst: Taizou Nakamura
- 1984 Like a crane your sister, voor zangstem en piano - tekst: Kintaiti Haruhiko
- 1989 Young Hope, voor zangstem en piano - tekst: Yoshio Ookura
- 1996 Kazue rose named, voor zangstem en piano - tekst: Shizue Kaneko
- 2005 Ave Maria, voor vrouwenzangstem en piano

### Kamermuziek
- 1973 Fantasy, voor dwarsfluit en piano
- 1974 Strijkkwartet
- 1978 Rapsodie, voor marimba en piano
- 1980 "Mourning" (MOGALI), voor dwarsfluit, klarinet, hobo, trombone, piano en slagwerk
- 1986 7 stukken, voor fagot-ensemble
- 1988 Fantasy, voor fagot en piano
- 1989 Zes stukken, voor klarinetkwartet
- 2001 Eight Clarinet Quintet "Five Dances"

### Werken voor piano
- 1972 Rondo in c mineur
- 1973 Rapsodie
- 1985 Nocturne
- 1986 Little album
- 1988 And now
- 1993 Children's Dances
- 1999 17 melodieën voor kinderen